# Claudio Caniggia
Claudio Paul Caniggia (n. 9 ianuarie 1967, în Henderson, Buenos Aires) este un fost fotbalist argentinian, care juca pe postul de atacant sau mijlocaș. Caniggia a evoluat în 50 de meciuri pentru echipa națională de fotbal a Argentinei, reprezentându-și țara la trei Campionate Mondiale de Fotbal (1990, 1994, 2002).
Pe durata carierei sale Claudio Caniggia a jucat și la cele două mari rivale din Argentina, River Plate și Boca Juniors, câte trei ani la fiecare.

## Palmares
River Plate
- Primera División Argentina: 1985-86
- Cupa Libertadores: 1986
- Cupa Intercontinentală: 1986
- Copa Interamericana: 1986

 Atalanta BC
- Serie B

Locul 2: 1999-00
 AS Roma
- Coppa Italia

Finalist: 1992-93
 Rangers
- Prima Ligă Scoțiană: 2002-03
- Cupa Ligii Scoției: 2002, 2003
- Cupa Scoției: 2002

 Qatar SC
- Prince Cup: 2003-04

### Palmares internațional
- Copa América: 1991
- Cupa Confederațiilor FIFA: 1992
- Campionatul Mondial de Fotbal

Vice-campion: 1990
- Trofeul Artemio Franchi: 1993